# Медаль «За отличие в боевых операциях»
Медаль «За отличие в боевых операциях» (англ. Distinguished Warfare Medal) — боевая награда в Вооружённых силах США за особые заслуги солдат, действующих в кибер-пространстве или управляющих беспилотными аппаратами, но не проявивших личной доблести непосредственно в бою.
Медаль была введена 13 февраля 2013 года, а 12 марта 2013 — отменена.

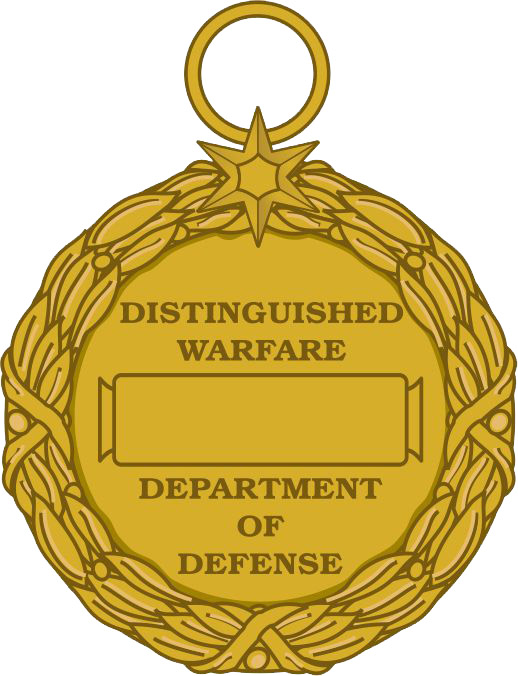
Реверс медали.